# 獨孤里橋之役
是一部獲得奥斯卡最佳特效獎的韓戰题材影片，劇本改編自普立茲小說獎得主詹姆斯·米契納於1953年出版的同名小說。本片由威廉·荷頓等主演，於1954年12月在美國首映。

## 剧情

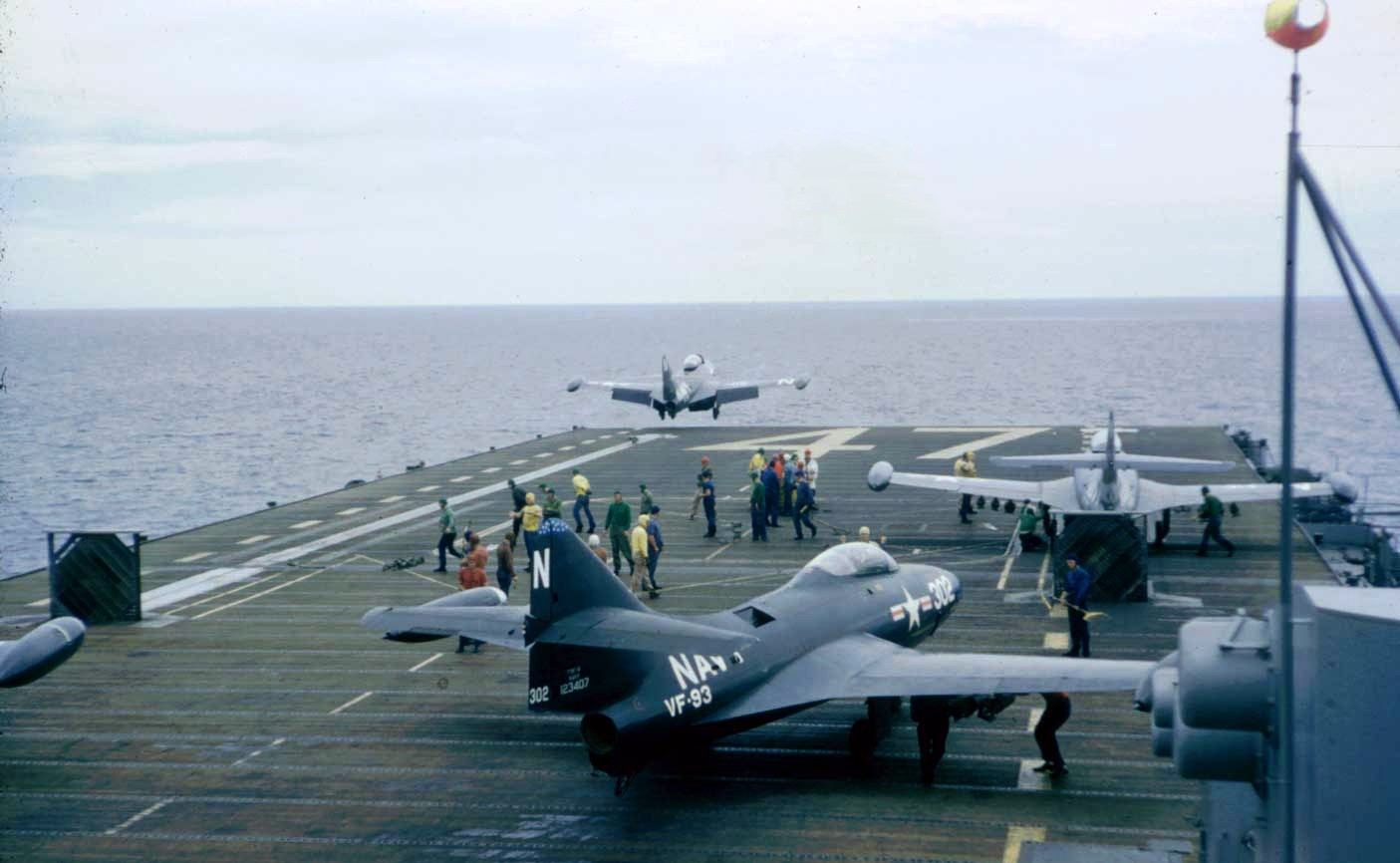
片中出現的F9F黑豹戰鬥機

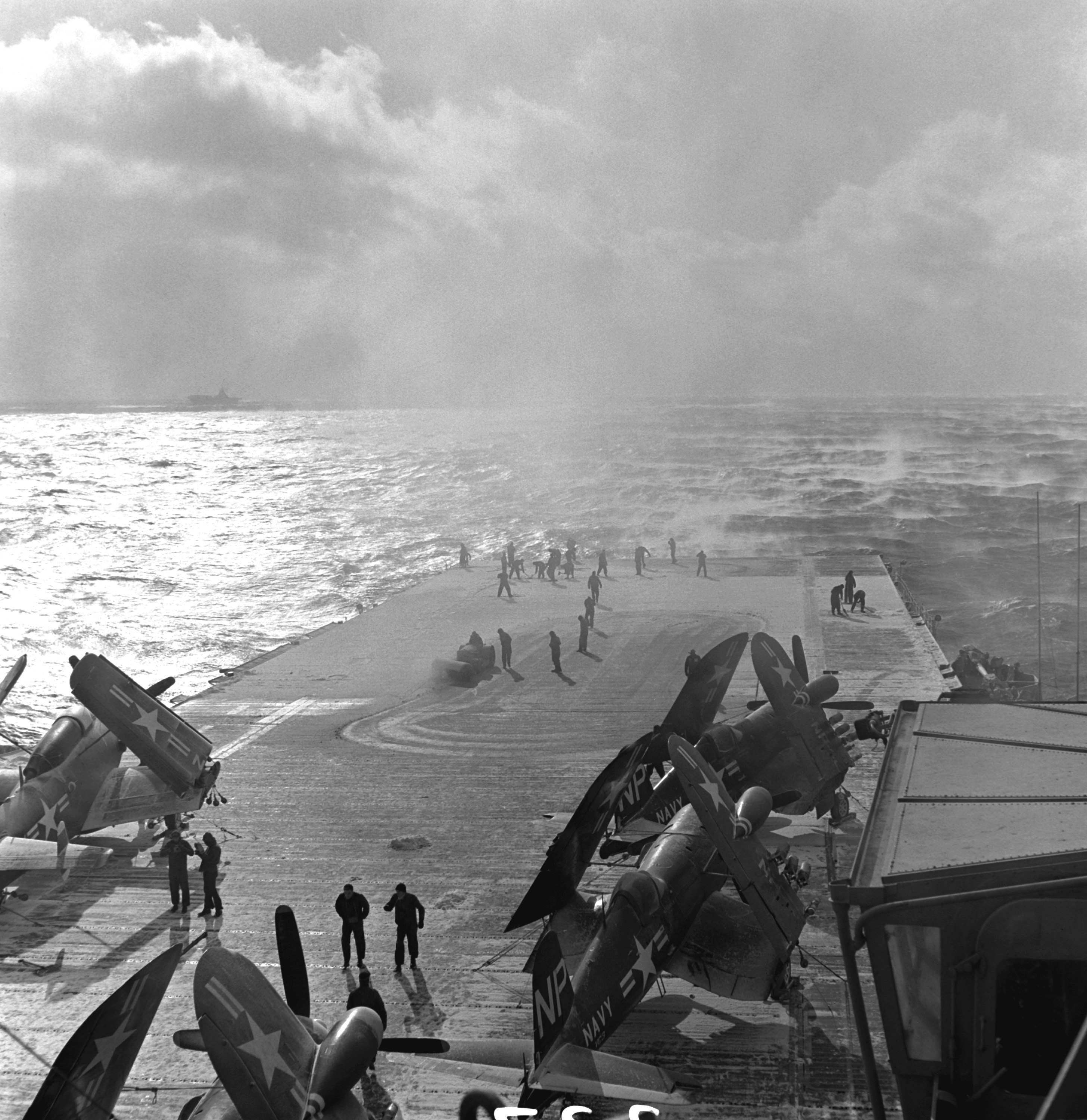
片中出現的奧里斯卡尼號航空母艦

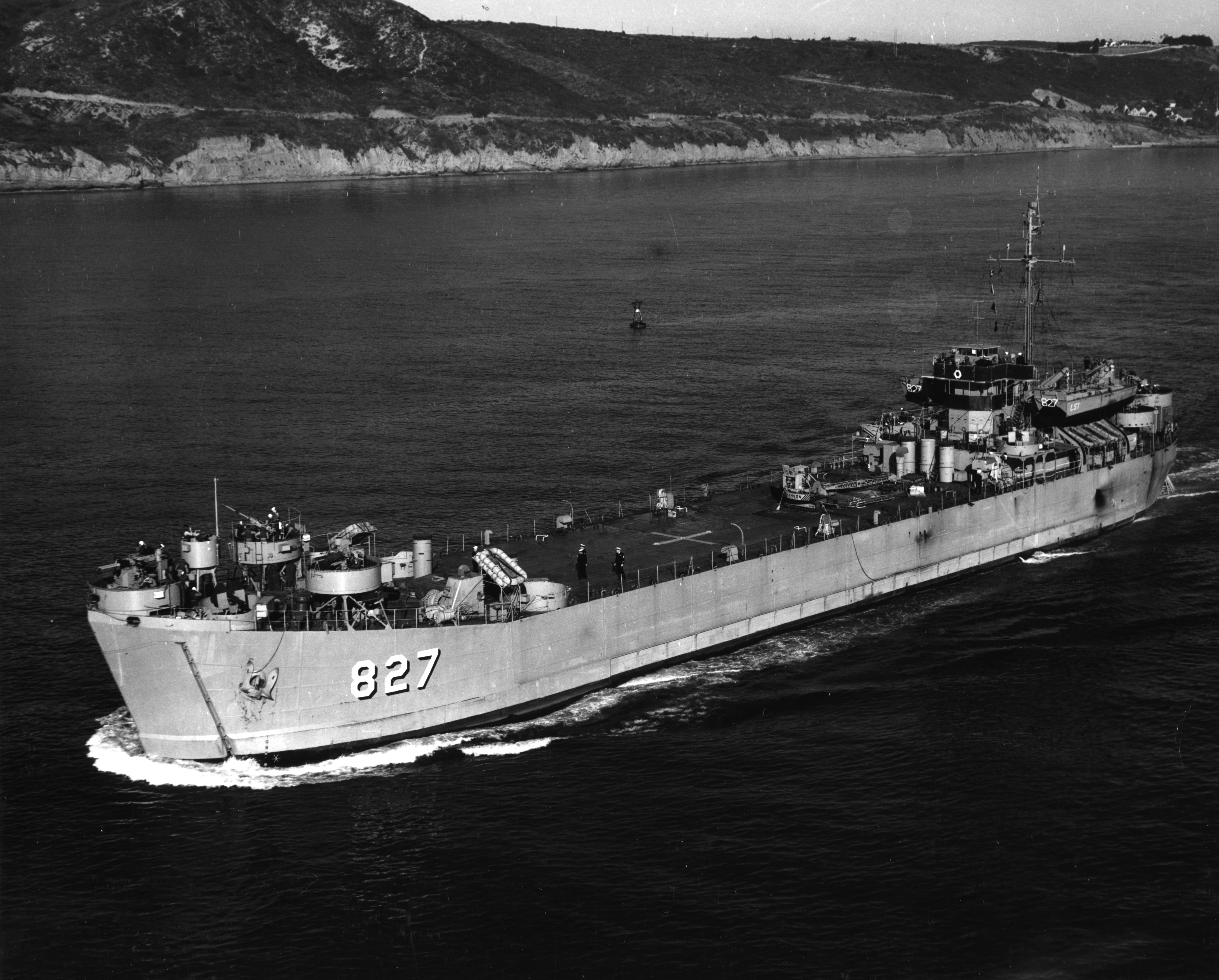
片中起飛直升機的坦克登陸艦LST-827

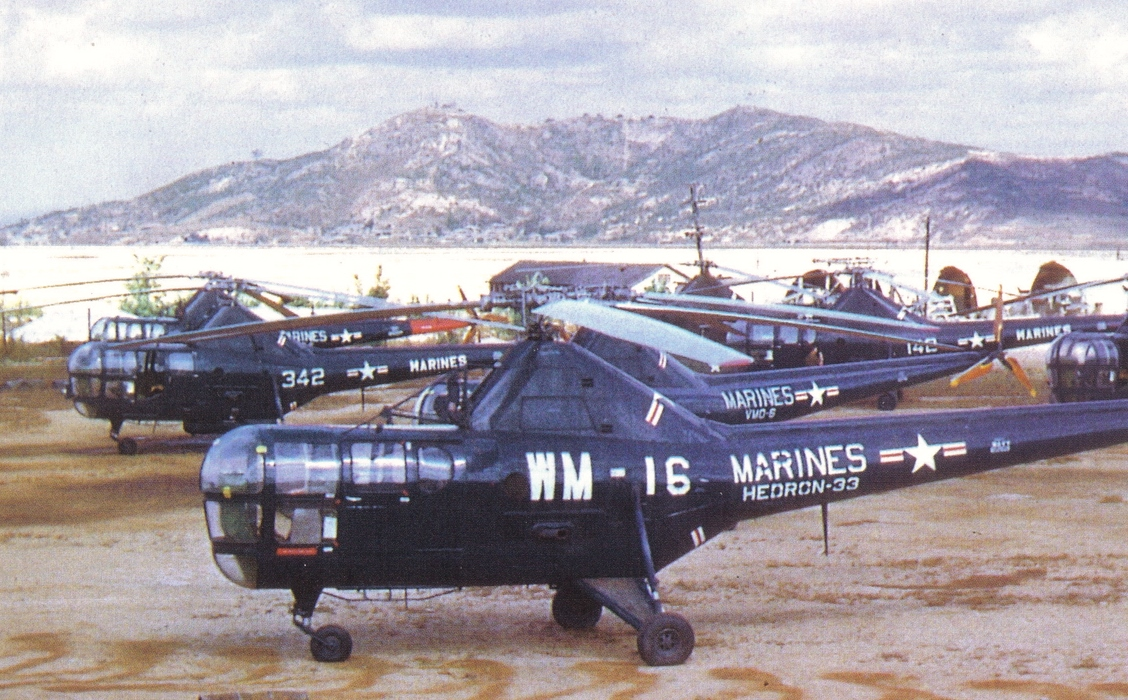
HO3S-1型直升機

男主角哈里·布魯貝克上尉出任務時他的戰鬥轟炸機受損，回程時迫降海上，由邁克·佛尼（Mike Forney）士官長和內斯特·卡米吉（Nestor Gamidge）駕駛的塞考斯基HO3S-1型直升機營救回到薩沃島號護航航空母艦。佛尼經常因在飛行時戴著不合規定的綠色高頂禮帽和圍巾鼓勵在海上遇救的飛行員而惹麻煩。
布魯貝克返回薩沃島號後，第77特遣艦隊司令塔蘭特（Tarrant）海軍少將跟他談話，他對布魯貝克感到興趣，因為布魯貝克使塔蘭特想起了他當海軍飛行員的兒子，他在二戰中的中途島海戰喪生。布魯貝克抱怨說，徵召他是不公平的，因為現役的海軍後備部隊還有沒有徵召的（布魯貝克是律師，也是非現役的海軍後備部隊）。塔蘭特說：「縱觀歷史，人类总在錯誤的地方打錯誤的戰爭，难以抽身。」

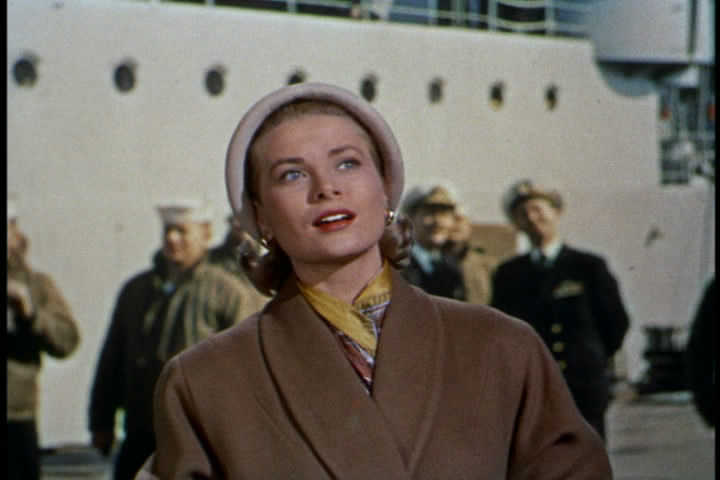
南西

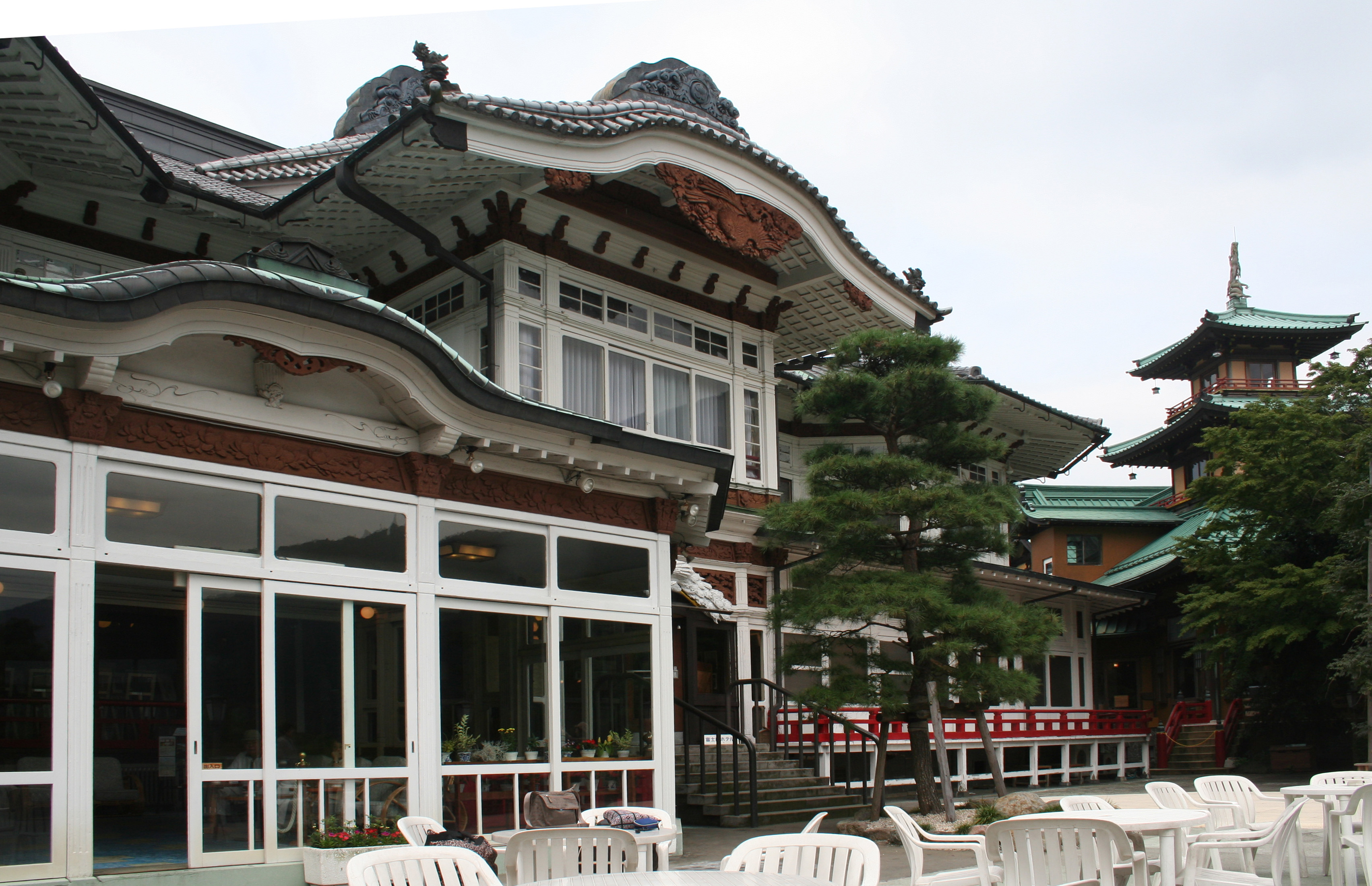
主角家庭在富士屋酒店團聚

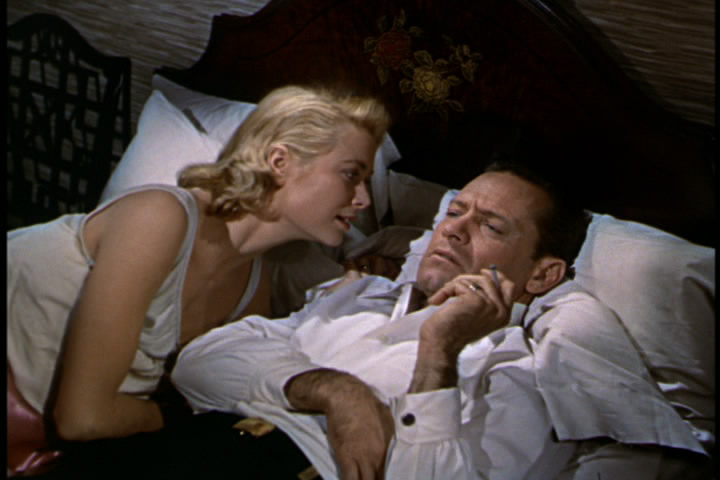
男主角布魯貝克與妻子南希

薩沃島號返回日本的港口，布魯貝克與妻子南希和兩個女兒在東京有為期一週的岸上休假，但布魯貝克休假的第三天內斯特來找他，要求他幫忙保釋佛尼，佛尼因女友變心與人打架而入獄。南希感到不解，塔蘭特解釋說佛尼救了布魯貝克的命，並警告她，當他們回到韓國後，布魯貝克還有十分危險的轟炸橋樑任務，他建議她做好哈利可能會陣亡的心理準備。南希晚上詢問布魯貝克後，得知轟炸獨孤里橋的任務。
布魯貝克回到薩沃島號上，作為李大隊長的僚機，進行照相偵察任務，遭到高射砲猛烈射擊。佛尼被調到元山市麗島的戰車登陸艦上。當他離開時，他注意到布魯貝克的緊張，並告訴他治療神經緊張的方法。李隊長用他拍攝的影片向飛行員簡報了即將執行的任務。會後李隊長告訴他，如果不願出任務就別去。布魯貝克遵循佛尼的建議，最後決定給南希寫告別信後領導小隊。
美軍噴射機在攻擊四座橋樑時，高射砲火很猛烈，兩輪攻擊摧毀了首要目標，而沒有遭到損失。然後，李隊長帶領手下攻擊次要目標——燃油庫，這一輪布魯貝克的噴射機中彈漏油，燃油耗盡後在陸上迫降。友機掃射敵軍直到佛尼和內斯特來救他，但共軍擊毀了直升機。內斯特陣亡，布魯貝克與佛尼一起躲在泥濘的灌溉渠中，用手槍以及兩人的M1卡賓槍與敵人周旋，等待救兵，結果兩人都被共軍殺死。塔蘭特對布魯貝克陣亡的消息感到憤怒，他要求李隊長解釋他為什麼襲擊了第二個目標。李為自己的行為辯護，指出布魯貝克也是他的飛行員，儘管他陣亡了，但任務還是成功的。塔蘭特知道李是對的，自語：“我們從哪裡找得到這樣的人？”

## 演員名單
| 演員                          | 角色                                    |
| 威廉·荷頓                     | 艦載機飛行員哈里·布魯貝克上尉           |
| 葛麗絲·凱莉                   | 哈里·布魯貝克之妻南西                   |
| 佛德烈·馬區                   | 喬治·塔蘭特海軍少將                     |
| 米基·魯尼                     | 直升機飛行員邁克·佛尼士官長             |
| 羅伯特·斯特勞斯               | 降落信號官啤酒桶                        |
| 查爾斯·麥克羅                 | 艦載機大隊隊長韋恩·李中校               |
| 厄爾·霍利曼                   | 直升機員內斯特·卡米吉                   |
| 淡路惠子                      | 內斯特·卡米吉的日本女友木美子（Kimiko） |
| 理查德·香農 (Richard Shannon) | 奧茲中尉                                |
| 威利斯·布魯辛                 | 埃文斯上尉                              |

## 製作

### 寫作

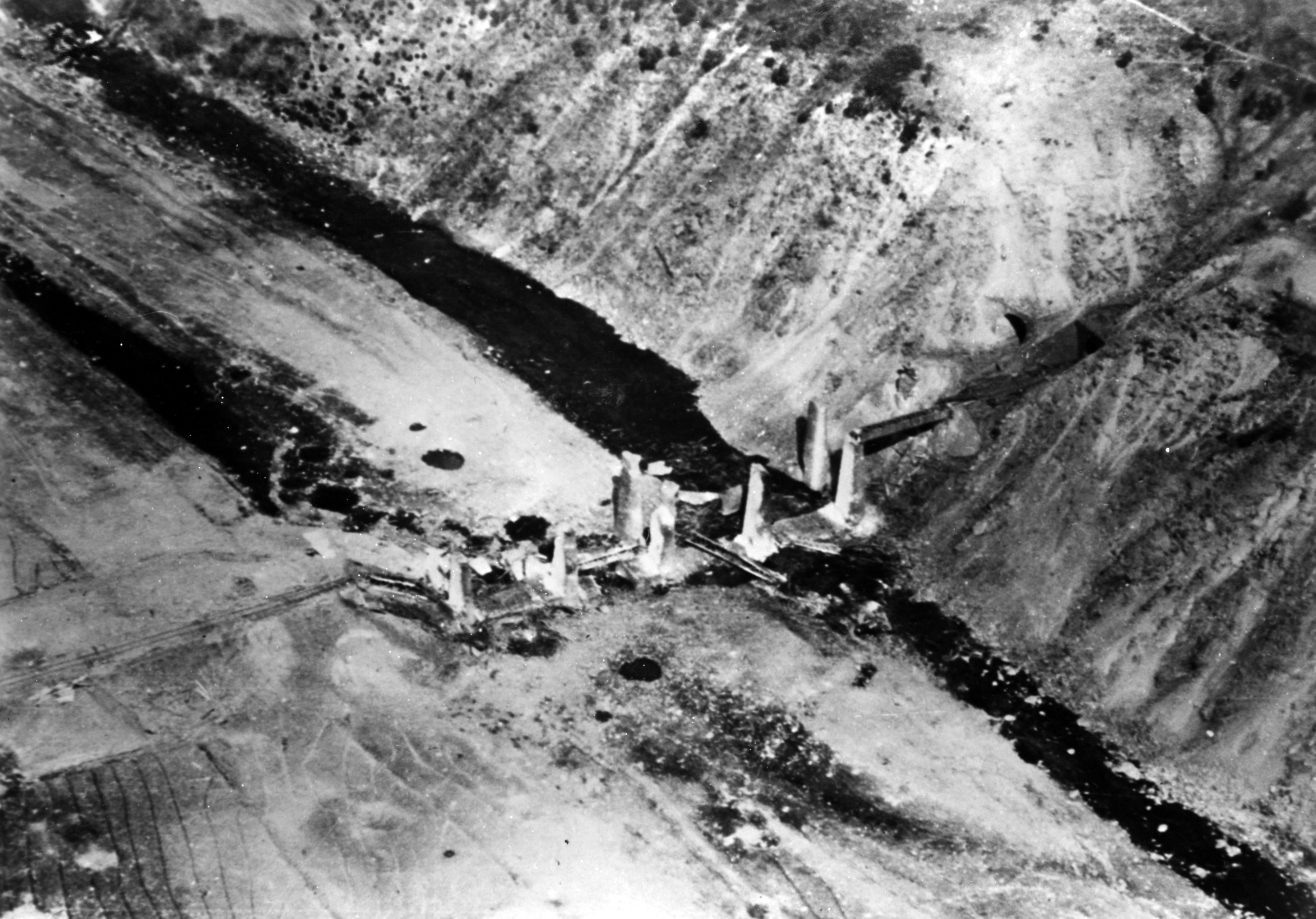
卡爾遜峽谷的鐵路橋被炸毀後

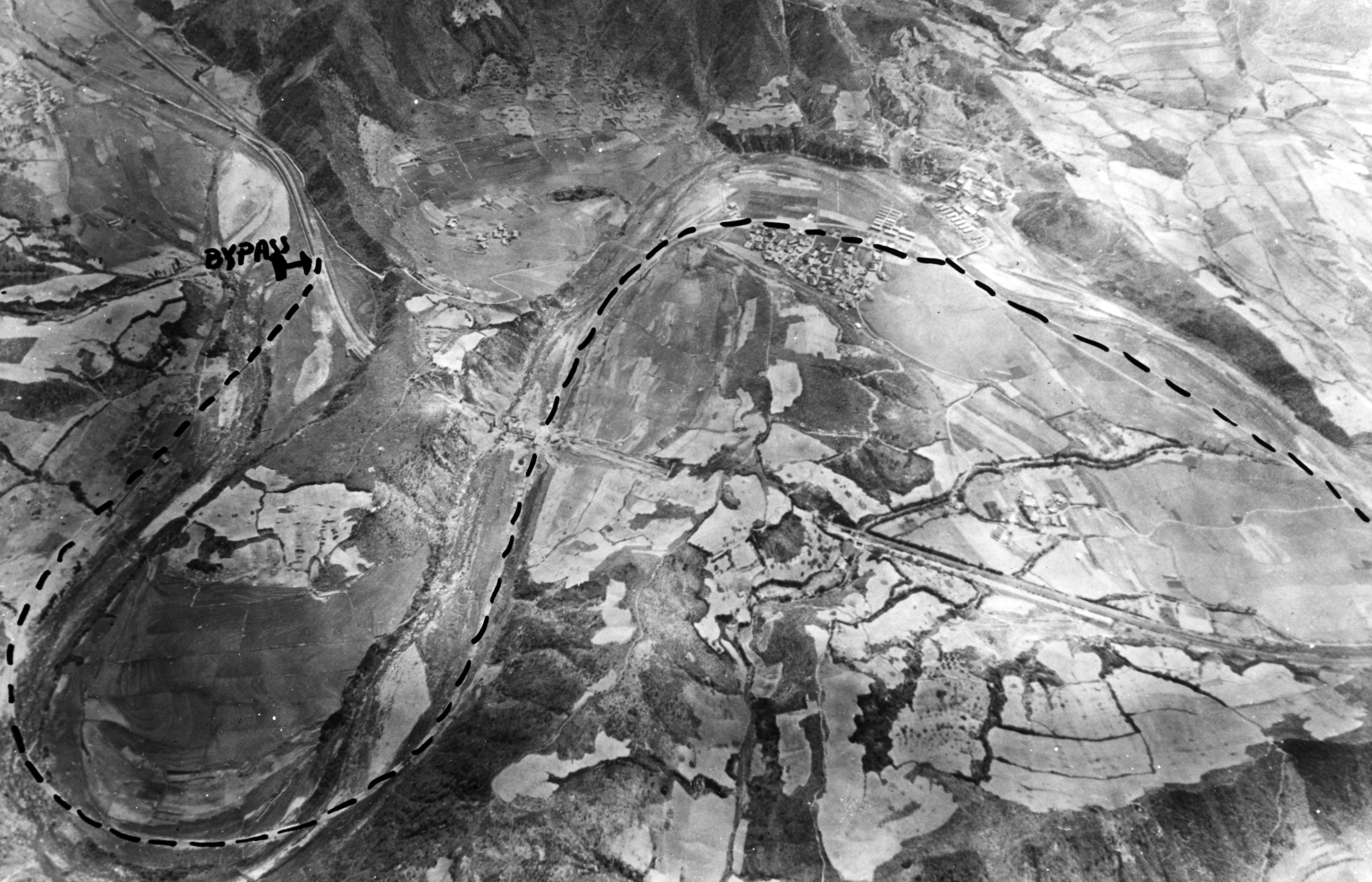
炸毀鐵路橋促使朝鮮修建了容易修復的繞行路線

「獨孤里」（Toko-ri）是一個虛構的地名，轟炸任務的原型是三東里（Samdong-ni，或指陽德郡松洞里，在今內洞站附近）的三座橋樑，東面的村莊是平古里（Poko-ri）與獨孤山（Toko-san），作者將兩個地名結合成「獨孤里」。「卡爾遜峽谷」行動是作者描述轟炸獨孤里橋的另一靈感來源，該目標是位於咸鏡北道吉州邑峽谷內的鐵路橋，因「普林斯頓」號航母上的VA-195中隊指揮官哈羅德·卡爾遜帶頭攻擊而得名，1951年3、4月該中隊反覆轟炸後終於炸毀了這座橋樑。

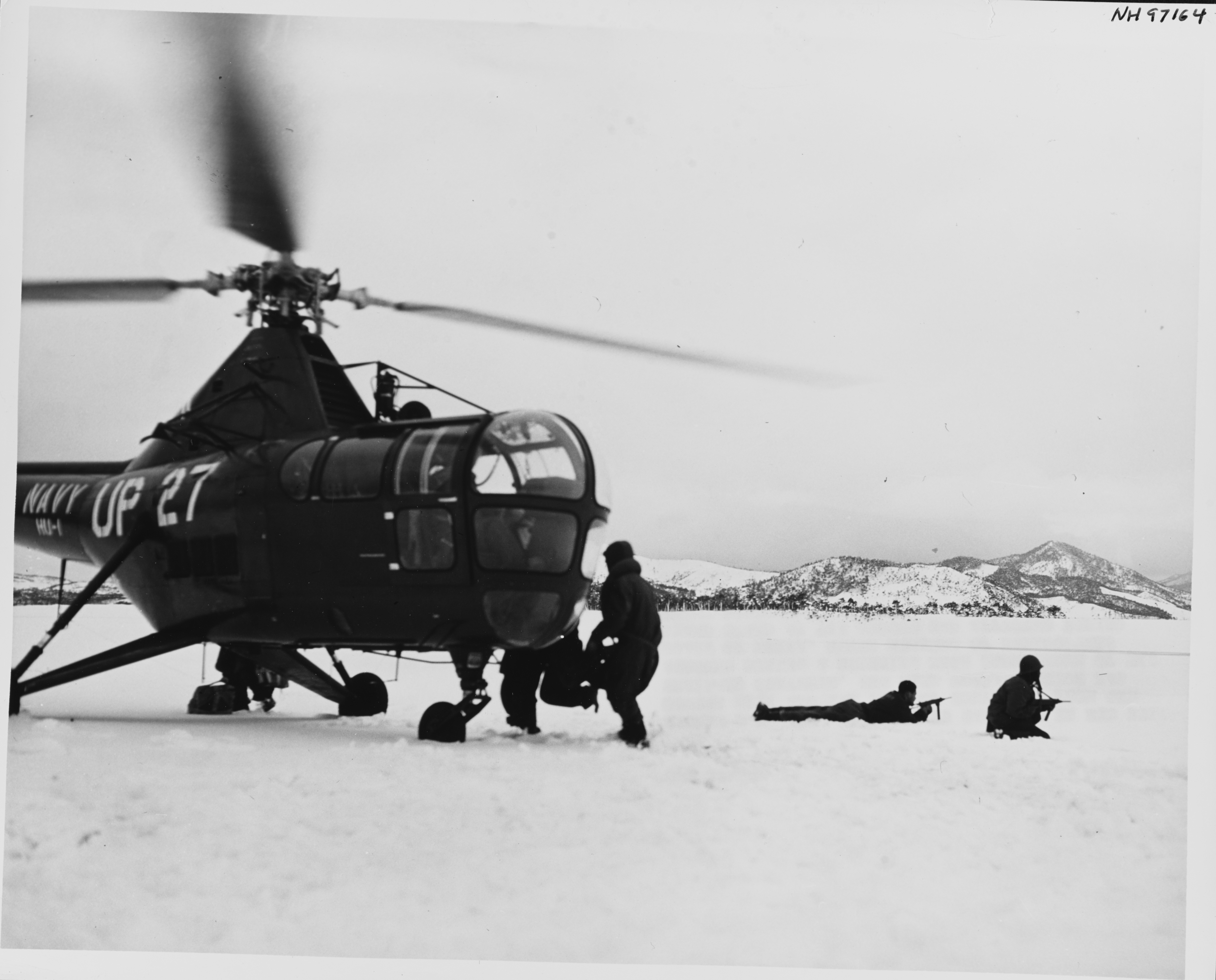
索林救援普拉薩號上人員

哈里·布魯貝克的名字來源於「福吉谷」號航母VF-194中隊的飛行員唐納德·布魯貝克，作者於1951年12月5日訪問過他，他也是從海軍預備役被召回現役。邁克·佛尼的原型是杜安·索林（Duane Thorin）士官長。索林常圍綠色圍巾戴綠帽。1951年1月泰國海軍的普拉薩號護衛艦擱淺後，索林駕HO3S-1型直升機冒險救出艦上118人，因此獲頒飛行優異十字勳章。在1952年2月的一次救援行動中，索林的直升機中彈墜毀，他被俘虜。

## 軼聞
威廉·荷頓對飾演本片主角有同理心，因為他的弟弟也是在二戰的太平洋戰爭中擔任海軍飛行員時被擊落陣亡。

## 獎項
| - 第28屆奧斯卡金像獎（1956年） - 「最佳剪接獎」：阿爾瑪·馬克羅麗 - 第8屆美國導演工會獎（1956年） - 「最佳電影導演獎」：麥克·洛遜 | - 第28屆奧斯卡金像獎（1956年） - 「最佳特殊效果獎」 |

## 引用
1. ↑  . Amazon Prime Video.
2. ↑  .   [2021-05-12]. （原始内容存档于2021-12-22） –www.allcinema.net.
3. ↑  The China Mail, May 26, 1955, 第2頁
4. ↑  《華僑日報》，1955年5月26日，第4張第1頁
5. ↑  《工商日報》，1955年5月26日，第7頁
6. ↑  《華僑日報》，1965年12月11日，第6張第3頁
7. ↑  《工商日報》，1965年12月11日，第10頁
8. ↑  . Variety. January 25, 1956: 第15頁  [February 7, 2021] –Archive.org.
9. . 优酷网.   [2021-05-13]. （原始内容存档于2021-05-13）.
10. . Play It Again 故影集 : 香港外語電影資料網.   [2021-05-13]. （原始内容存档于2021-05-13）.
11. . U2電影館 - 影片資訊. 台北市.   [2021-05-13]. （原始内容存档于2021-05-13）.
12. 1 2 3 4 5  . TCM电影资料库.   [2021-05-15]. （原始内容存档于2021-05-25）.
13. ↑  Don Hollway. . Aviation History Magazine. September 2016  [2021-05-14]. （原始内容存档于2021-05-16） –Historynet. 多圖版 （页面存档备份，存于）
14. ↑  Kaufman（2002年），第20页
15. ↑  越智唯七 (编). . . 朝鮮: 中央市場. 1917年: 第826頁 [大正六年]. OCLC 997356588.
16. ↑  Richard C. Knott. . Naval Historical Center, Department of the Navy. 2004年: 第38頁  [2021-05-18]. ISBN 978-0-16-072290-5. （原始内容存档于2021-05-18）.
17. ↑  James A. Field. . . U.S. Government Printing Office. 1962年: 第335–336頁  [2021-05-18]. （原始内容存档于2021-05-18）.
18. ↑  Crazy Ivan. . 《航空知识》. No. 10期. 2013年  [2021-05-18]. （原始内容存档于2021-05-18） –空军之翼.
19. ↑  Hallion, Richard P. . Air Power History. 1993年, 40 (3): 第36頁  [2021-05-18]. JSTOR 26279419. （原始内容存档于2021-05-18）.
20. 1 2  Kaufman（2002年），第22页
21. ↑  Samuel J. Cox, Director, Naval History and Heritage Command. . H-Gram. No. 58. January 2021  [2021-05-13]. （原始内容存档于2021-10-30） –美國海軍歷史與遺產司令部（英语：Naval History and Heritage Command）.
22. ↑  . navy.togetherweserved.com.   [2021-05-12]. （原始内容存档于2021-05-12）.
23. ↑  Epstein, Edward Z. . Running Press. 2015年4月14日  [2021年5月12日]. （原始内容存档于2021年5月22日） –Google Books.
24. ↑  Capua, Michelangelo. . McFarland. 2016年3月22日  [2021年5月12日]. （原始内容存档于2021年5月16日） –Google Books.
25. 1 2  . 電影藝術與科學學院.   [2021-05-14]. （原始内容存档于2011-07-06）.
26. ↑  . 美國導演工會.   [2021-05-14]. （原始内容存档于2021-11-22）.

## 來源
- Kaufman, Richard F. . Naval Aviation News (United States: Director, Air Warfare Division and the Naval Air Systems Command). 2002 [March-April 2002]  [2021-05-13]. （原始内容存档于2021-05-13）.

## 外部連結
- 互联网电影数据库（IMDb）上《The Bridges at Toko-Ri (1954)》的资料（英文）
- AllMovie上《The Bridges at Toko-Ri (1954)》的资料（英文）
- TCM電影資料庫上《The Bridges at Toko-Ri （页面存档备份，存于）》的資料（英文）
- 爛番茄上《The Bridges at Toko-Ri (1954)》的資料（英文）
- 開眼電影網上《獨孤里橋之役》的資料（繁體中文）
- 时光网上《獨孤里橋之役》的資料（简体中文）
- 豆瓣电影上《獨孤里橋之役》的資料 （简体中文）
- The Navy's Aerial Oscar （页面存档备份，存于）. Naval History Magazine.
- 《獨孤里橋之役》電影本事 （页面存档备份，存于）. 國立臺灣歷史博物館